# Ulmiz
Ulmiz (Ormey en français) est une localité et une commune suisse du canton de Fribourg, située dans le district du Lac.

## Géographie
Selon l'Office fédéral de la statistique, Ulmiz mesure 283 ha. 6,6% de cette superficie correspond à des surfaces d'habitat ou d'infrastructure, 67,5% à des surfaces agricoles et 25,9% à des surfaces boisées.
Ulmiz est limitrophe de Cormondes, Gempenach, Morat ainsi que Ferenbalm et Kriechenwil dans le canton de Berne. Elle jouxte également la forêt domaniale du Galm.

## Démographie
Selon l'Office fédéral de la statistique, Ulmiz possède 423 habitants en 2022. Sa densité de population atteint 846 hab./km².
Le graphique suivant résume l'évolution de la population d'Ulmiz entre 1850 et 2008 :